# Chassigny-Aisey
Pour les articles homonymes, voir Chassigny (homonymie).
Ancienne commune de la Haute-Marne, la commune de Chassigny-Aisey a existé de 1972 à 1990. 
Elle a été créée en 1972 par la fusion des communes de Chassigny, de Coublanc et de Dommarien. En 1974, cette commune a absorbé Grandchamp. En 1990, elle a été supprimée et les communes constituantes ont été rétablies.